# استفان روفیر
استفان روفیه (انگلیسی: Stéphane Ruffier؛ زاده ۲۷ سپتامبر ۱۹۸۶) یک بازیکن فوتبال اهل فرانسه است.